# Национальный парк острова Норфолк
Национальный парк острова Норфолк (англ. Norfolk Island National Park) расположен в южной части Тихого океан на островах, принадлежащих Австралии, примерно в 1500 км к востоку от Брисбена. Занимает 14 % территории острова Норфолк и полностью острова Филлип и Непин.
Общая площадь национального парка составляет около 6,5 км², из которой большая часть (4,6 км²) находится в районе горы Маунт-Питт острова Норфолк, остальная часть (1,9 км²) приходится на острова Филлип и Непин. Основан в 1984 году. Парк создан с целью «защиты и восстановления популяций местных растений и животных, природных экосистем и экологических процессов, а также для создания рекреационных возможности для жителей острова Норфолк и туристов».

## Флора
В национальном парке произрастает 200 местных видов растений, из которых 40 являются эндемиками.
Наиболее известным деревом парка и символом острова Норфолк является араукария разнолистная (или норфолкская сосна), это великолепное дерево вырастает до 60 метров высотой. Культивируется во всем мире как декоративное растение, кроме того древесина норфолкской сосны используется в строительстве, а семена служат пищей для находящихся под угрозой исчезновения прыгающего попугая Cyanoramphus cookii.
Большой ущерб уникальному животному и растительному миру островов нанесли крысы, кролики, козы, свиньи и одичавшие кошки.